# Gasoducte Urengoi-Pomari-Újhorod

El gasoducte Urengoi-Pomari-Újhorod baixa en diagonal des del cantó superior dret del mapa

El gasoducte Urengoi-Pomari-Újhorod és un gasoducte construït per la Unió Soviètica (URSS) el 1983 per subministrar gas natural de jaciments del nord de la Sibèria occidental (República Socialista Federativa Soviètica de Rússia) a consumidors de l'oest de l'URSS i exportar-lo a països de l'Europa occidental, seguint la ruta Urengoi-Pomari-Újhorod. És un dels principals projectes de la indústria petroliera de Tiumén.
Té una capacitat nominal de 32.000 milions de metres cúbics de gas natural a l'any. En la pràctica, el 2015 en transportà 28.000 milions de metres cúbics. La conducció té un diàmetre de 1.420 mm.
Fou finançat amb crèdits de bancs de l'Europa occidental (Alemanya de l'Oest) i japonesos, garantits pels beneficis dels posteriors lliuraments de gas («gas per tubs»). La cerimònia oficial d'inauguració del gasoducte tingué lloc a França. El gas començà a fluir per la conducció el gener del 1984.
El gasoducte travessa els Urals i més de sis-cents rius, incloent-hi l'Ob, el Volga, el Don i el Dniéper. Té una llargada total de 4.451 km, dels quals 1.160 es troben en territori ucraïnès. Hi ha 42 estacions de compressió al traçat del gasoducte.
Actualment, travessa la frontera entre Rússia i Ucraïna a l'estació de mesura de gas de Sudja (óblast de Kursk). A la part ucraïnesa hi ha nou estacions de compressió (a Romní, Hrebinka, Sofíivka, Stavisxensk, Il·lintsí, Bar, Hussiatin, Bohorodtxani i Holiatin). El gas arriba majoritàriament a l'estació de compressió d'Újhorod, a la frontera entre Eslovàquia i Ucraïna. La resta es reparteix entre estacions de compressió a les fronteres amb Hongria (Bèrehove) i Romania (Tèkovo).
Després de quatre dècades, el gas deixà de fluir pel sector ucraïnès del gasoducte a conseqüència de la decisió d'Ucraïna de no renovar el contracte corresponent amb Rússia.